# ناعومي ماتيوس غاليانو
ناعومي ماتيوس غاليانو (بالعبرية: נעמי גל‏) هي ناشِطة وصحفية إسرائيلية، ولدت في 1944.